# ローズ座

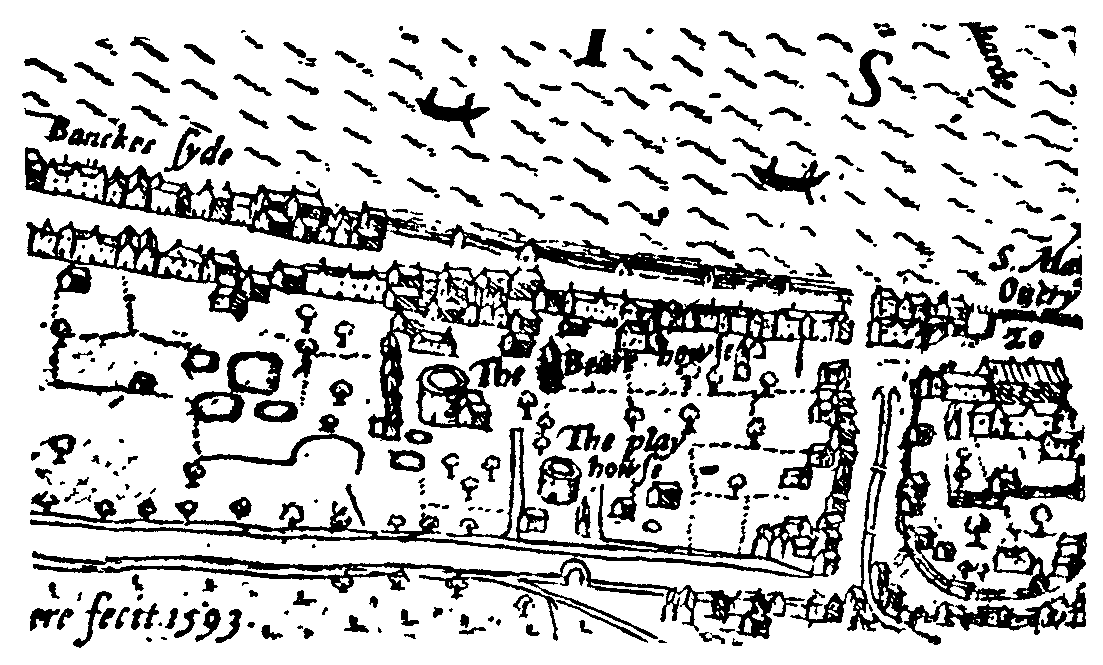
バンクサイドのザ・ベアー・ガーデンとローズ座の位置関係を示した1593年の地図。

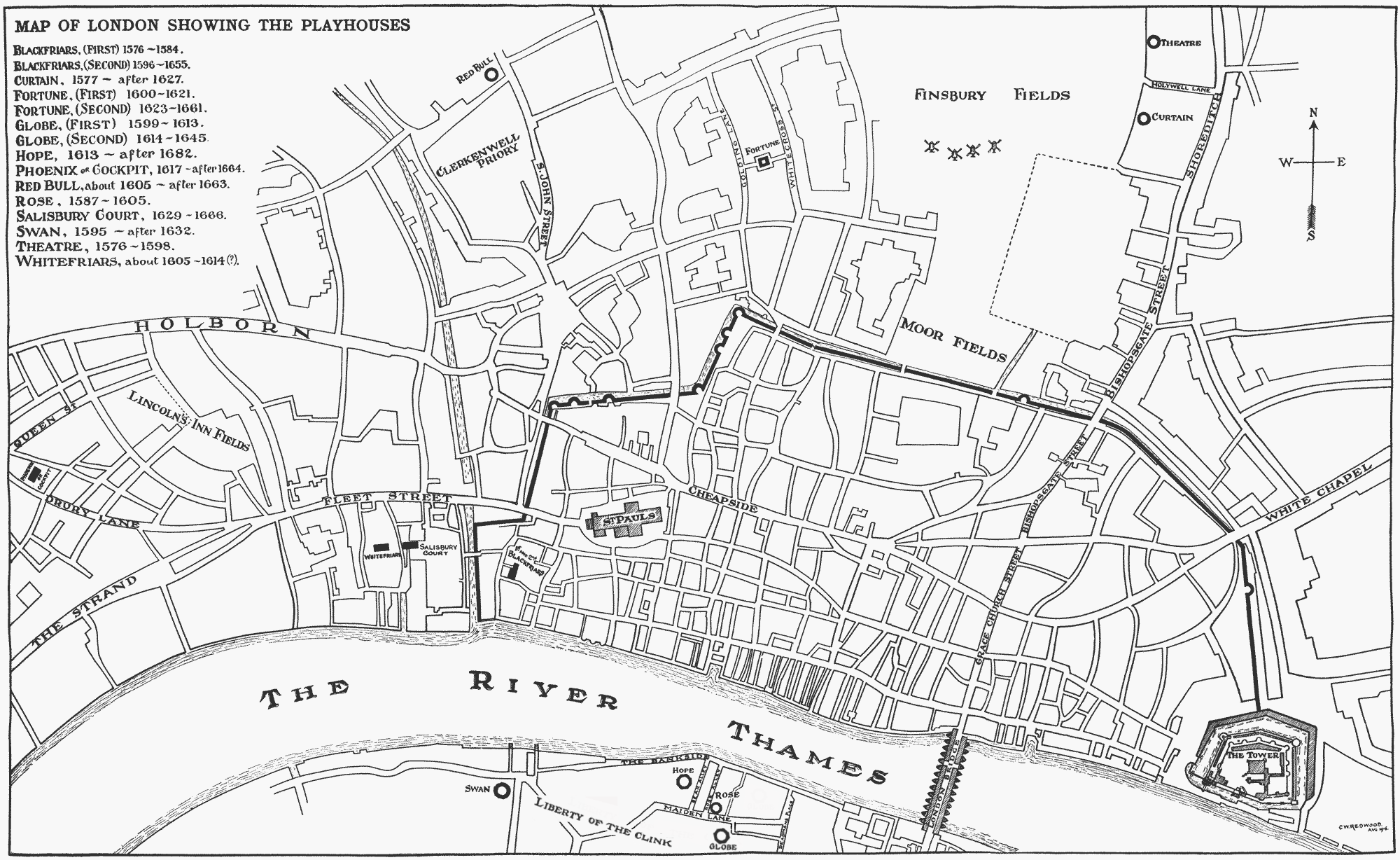
ロンドンの市街地図の中央下に「ローズ座」がかかれている。地図は1917年作。

ローズ座（ローズざ、英語: The Rose）は、16世紀から17世紀のエリザベス朝の時代に、イギリスのロンドンに存在したイギリス・ルネサンス演劇の劇場。当時のロンドンにおいて、シアター座（1576年）、カーテン座（1577年）、ニューイントン・バッツ座 (1580年頃) に続く4番目の一般向け劇場として建設された。この劇場は、サザーク区バンクサイド地区のリバティ (特別区) における最初の劇場であった。

## 当時の設備
ローズ座は、起業家のフィリップ・ヘンズローと食料雑貨商人のジョン・チョムリーによって創設され、実際の建築は大工のジョン ・グリッグスによって行われた。建物は木造で、ラスアンドプラスターの外装と茅葺屋根が用いられていた。外から見た劇場の形状は、外径約22メートルの十四角形であった。内部も同じく差渡し14メートルほどの十四角形である。現代の計算によれば、この寸法と十四角形のレイアウトは、16世紀における標準の長さの単位だった1ロッドを基準として、当時のイギリスでは一般的であった円を近似的に7等分する方法を用い、その各辺をさらに2等分した結果であると考えられる。
ローズ座の創設者の一人であるヘンズローは、海軍大臣一座の演目を行うためのスペースを作るべく、ステージを約2メートル後方に移動させることで、観客の収容人数をも約500人以上拡大した。創業当初のローズ座は他の劇場よりもサイズが小さく、11年早く建設されたシアター座の2/3程度の大きさしか無く、ステージも異例なほどに狭かった。しかしこの増築によって、両方の問題が解決された。工事の費用はすべてヘンズローが支払ったが、この事実は、もう一人の創設者であるチョムリーがすでに死亡したか、あるいは権利を手放して経営に関与していなかったことを示している。改築後、劇場の間取りは以前の十四角形から、「膨らんだチューリップ」「ゆがんだ卵型」などと呼ばれる形状に変更された。
ローズ座は同時代の他の劇場と比べて、2つの階にわたる大がかりなシーンを上演するのが容易だったと見られる。エリザベス朝の劇場はいずれも、舞台後方の2階スペースを用いて、『ロミオとジュリエット』でジュリエットが窓際に立つシーンのような、高所でのシーンを上演することは可能であったと考えられている。しかし、エリザベス朝の戯曲の一部には、『タイタス・アンドロニカス』のオープニングで、ローマの上院議員がタイタスを見下ろすシーンのように、多数の役者を上階に集めなければならないものも存在した。このように大がかりなステージングを必要とする劇がローズ座で特に数多く上演された事実は、ローズ座でこの種の特殊演出に適した設計がなされていたことを示している。

## 歴史

### 開業
ローズ座は、1587年に起業家のフィリップ・ヘンズローと食料雑貨商人のジョン・チョムリーによって創設された、ウィリアム・シェイクスピアの戯曲のための特注劇場としては初めての劇場であった。この劇場は、ヘンズローが1585年に聖ミルドレッドの教区から借り入れていたリトルローズと呼ばれる家屋敷に建設された。ローズ座はサザーク区のバンクサイド地区、テムズ川南岸近くに建てられた数軒の劇場のうち最初のものであった。周辺地域は賭博宿や売春宿、熊攻めや牛攻めなどが営業される歓楽街で、シティ・オブ・ロンドン当局の管轄を受けない特別区であるクリンク地区にあった。リトル・ローズは充実したバラ園のほか建物を2軒備えており、1軒はチョムリーが倉庫として使用していたが、もう1軒はヘンズローが売春宿として借り入れていたと考えられている。ヘンズローがこの土地を手にしたころ、北側のロンドン郊外ではカーテン座やシアター座のような商業劇場が開業して10年以上が経過していた。ヘンズローは観客がロンドン市内からテムズ川を船で渡って来るのは容易だと考え、歓楽街として知られたこの地に劇場を開設することを計画した。

### 最盛期
ヘンズローが残したローズ座に関する文書は、海軍大臣一座の主演俳優であり、パブリックスクールのダリッジ・カレッジを開校したエドワード・アレンの手で1619年に同校の図書館に収蔵され、現在に至るまで伝えられている。市の記録によれば、ローズ座の興行利用は1587年末までに開始されている。しかしながらヘンズローの会計帳簿には、ローズ座の創業後も1592年までは興行に関する記録がなかった。このことから、当時ヘンズローは劇場を他の劇団 (Playing company) に貸与していただけで、その劇団とはそれ以上のかかわりを持っていなかったという可能性が考えられる。1591年5月、海軍大将一座は、当時のロンドンを代表する俳優であったリチャード・バーベッジ率いるストレインジ卿一座との契約を解消し、その本拠地であったシアター座を離れてローズ座で公演を行うようになった。海軍大将一座はロバート・グリーンやクリストファー・マーロウが作った戯曲をレパートリーとしており、特にマーロウは後にローズ座と深く関係を持つことになった。1592年、エドワード・アレンはヘンズローの継娘と結婚し、義父となったヘンズローのパートナーになった。しかし、同年から1594年にかけてロンドンの劇団は苦境を迎えることになった。数回にわたって腺ペストが流行し、1592年6月から1594年5月までのほとんどの期間、ロンドン中の劇場が閉鎖されたのである。ロンドンの劇団の多くは存続のために地方巡業を余儀なくされ、ペンブルック伯一座などの一部の劇団は没落の運命を辿った。ローズ座では1592年から1593年の期間にはストレンジ卿一座が公演を行っていたが、1593年から1594年にはサセックス伯一座が取って代わった。これはストレンジ卿一座の多くが死亡したことを示唆している。1594年の夏までにペストの大流行はおさまり、生き残った劇団は再組織された。1594年には女王一座がローズ座での公演を行っていたが、翌春までにはアレン率いる海軍大臣一座がその位置を奪った。一座の最盛期には、年間で20個の新演目を含む36個もの演目が上演され、公演回数は計300回に及んだ。海軍大臣一座は7年間ローズ座を本拠としていた。

### 衰退と閉鎖
しかし、ローズ座の劇場としての成功により、バンクサイドには他にも多くの劇場が建設されるようになった。1596年の冬には、ローズ座の近辺にスワン座が開設された。当時の人々は、ローズ座が看板としていた史劇と対照的な、スワン座で公演される喜劇や悲劇に惹きつけられるようになっていった。1598年にはアレンが引退し、ヘンズローは劇場主および銀行家の立場から完全な財務責任者へと転身した。さらに1599年、宮内大臣一座がショーディッチのカーテン座を離れ、バンクサイドにグローブ座を建設したことで、ローズ座は一層厳しい立場に置かれた。ヘンズローとアレンは翌年の1月にテムズ川の北にフォーチュン座を建設した。しかし市職員からの苦情に促された枢密院は1600年6月、バンクサイドのグローブ座と、ミドルセックスの（正確にはショーディッチの）フォーチュン座を除く劇場での舞台公演を許可しない法令を成立させた。このときヘンズローとアレンは既にフォーチュン座を開設しており、宮内大臣一座が去ったショーディッチの空席に納まっていたと見られる。ローズ座はその後、1600年にペンブルック伯一座により、1602年と1603年にはウスター伯一座により短期間利用された。1605年には、ローズ座が建てられている地所の賃貸契約が終了した。ヘンズローは最初と同じ条件で期間を更新できるものと期待していたが、教区は契約の再交渉を主張し、賃貸料を3倍に引き上げたため、ヘンズローは1605年に劇場を放棄した。その後ローズ座は、早くて1606年には取り壊されていたと考えられる。ヘンズローは1613年にホープ座の建設に取り掛かったが、その3年後に死亡した。

### 発掘と復元

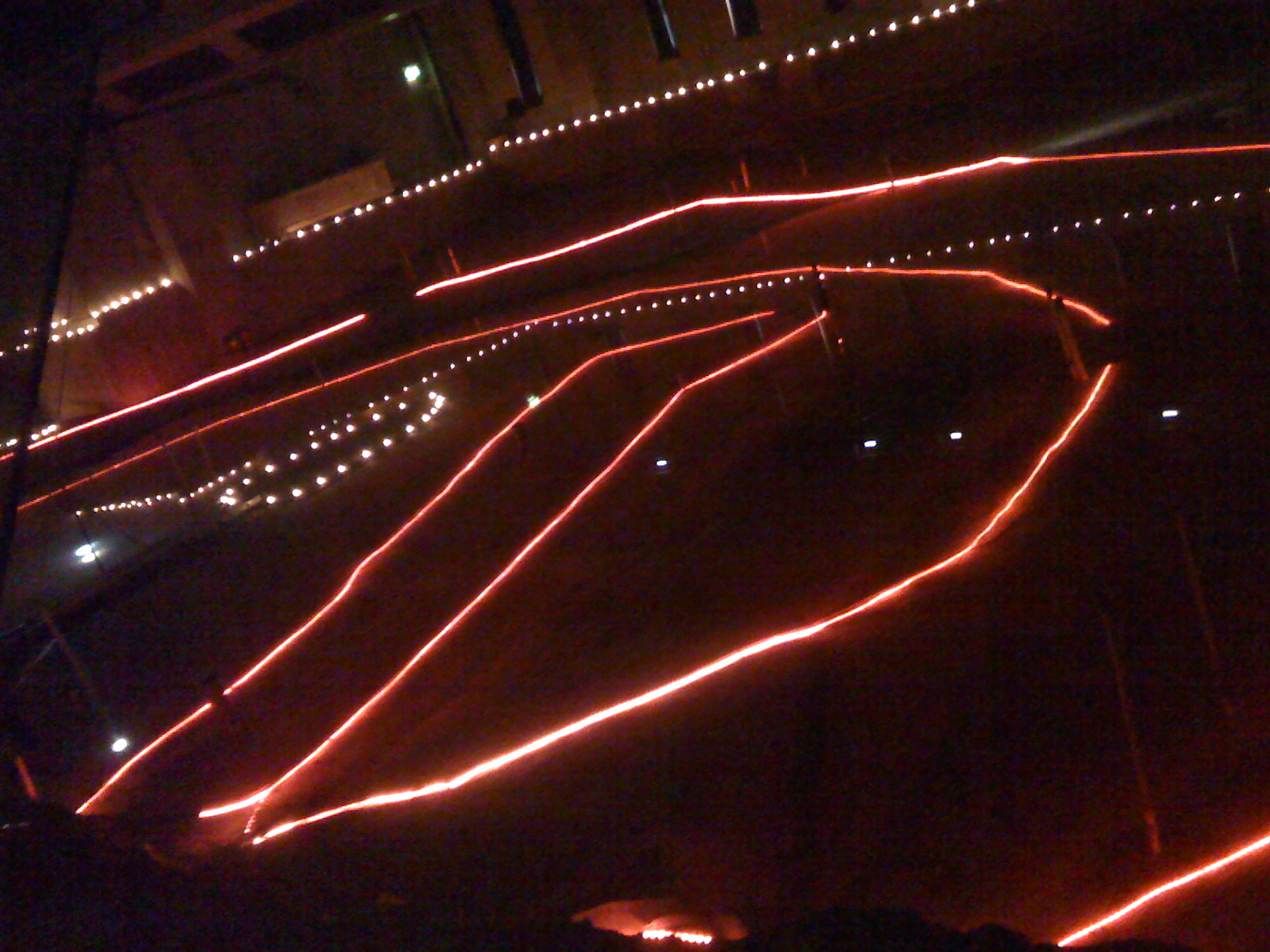
1999年から、当時のローズ座の土台部分の輪郭が展示された。

1989年、ローズ座の遺跡はビル建設のため取り壊される予定であったが、ペギー・アシュクロフトやローレンス・オリヴィエなどの著名な俳優が保存運動を展開したことで建設計画は変更され、遺跡がビルの地下に保存される形で再設計が行われることになった。当時、建築現場に露出した遺跡は「ロンドンの最も奇妙なスポットの一つ」と呼ばれていた。パーク・ストリート56番地のブルー・プラークは、ローズ座の位置を示している。
政府、考古学者、土地開発者の三者によってこのような処置が行われたことは、土地開発プロセスにおける考古学上の活動の指針を法制化する原動力となった。マーガレット・サッチャーの保守党政権はその試みとして計画政策指針16号を策定した。
ロンドン博物館が発掘作業を実施したとき、後に所蔵品となる多くの遺物を発見した。劇場の土台のうち、イングレッシ（回廊席につながる木製階段）の下の空間には、果実の種子とヘーゼルナッツの殻が散らばっていた。これに対し、ヘーゼルナッツはイギリスのルネサンス時代には観劇中に食されることが多く、現代の映画館におけるポップコーンのような役割を持っていたという説が提唱されたことがあった。ヘーゼルナッツの殻は灰や土と混ぜ合わされて固い床面となり、「それはとても固く、400年後の考古学者は床を突き通すためにツルハシを手にせねばならなかった」という。ローズ劇場の建設当初、ヤードの床面（木製ステージの床下を含む）にはモルタルが敷きならされていたが、増築に伴い、シルトや灰、クリンカー、ヘーゼルナッツ殻を混合した圧縮層によって地盤固めが行われた。すなわち、先述のヘーゼルナッツ殻は観衆が残したゴミではなく、近くの石鹸工場から遺跡に持ち込まれたものである。

### 現在

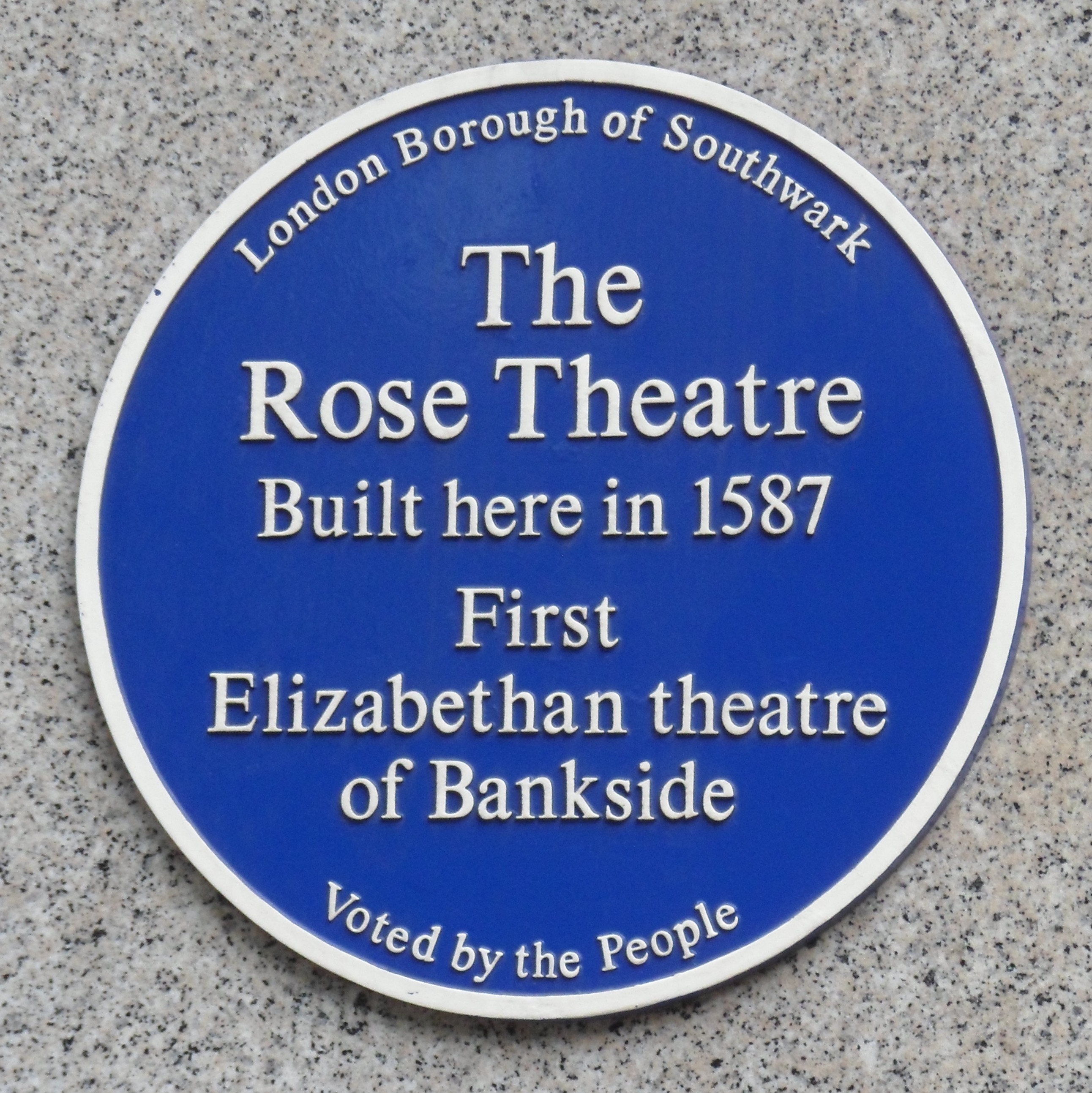
ローズ座跡地に掲げられたブルー・プラーク

ローズ座の跡地は、1999年から再び一般公開されている。また同時に、この史跡の発掘や保存のための作業も継続されている。ローズ座の土台は、大きな亀裂が生じないように深さ数インチの水で覆われている。2007年には、跡地の一部が公演用地として開放された。

## 関連作品
- 恋におちたシェイクスピア - 1998年の映画。撮影の際にローズ座のレプリカが制作された。このレプリカは10年間保管された後、ジュディ・デンチからローズ座の再建を計画中であったブリティッシュ・シェイクスピア・カンパニー（英語版）に対して寄付されたが、再建計画は2009年にアナウンスされて以降進展していない[12][13]。